# Музеј балканских ратова
Музеј балканских ратова смештен је у историјској вили на југоисточној страни села Гефира у Солуну. Настао је 1999. године када је Министарство одбране Грчке купило ову вилу како би је користио као музеј. Гефира, село у коме се налази музеј, удаљено је 25 км од Солуна, поред националног пута Солун – Воден.

## Историја
Пре Првог балканског рата била је централна зграда фарме Модијано, коју је 1906. створио Јакос Модијано, а која је обухватала и низ помоћних објеката. Јаков отац, Саул Модијано, био је други највећи власник имовине у Османском царству. Село Гефира се за време турске окупације звало Топсин. Као резултат ова два догађаја, зграда се понекад називала Вила Модијано, а понекад Вила Топсин.
У овој згради је током Првог балканског рата 24. октобра 1912. године постављен Главни штаб грчких снага из Јанице и Адендроса. На истом месту је остао до зоре 27. октобра. Три дана Главног штаба била су одлучујућа за судбину Македоније и исход рата уопште. У овом дворцу вођени су интензивни преговори између турске делегације, коју је предводио гувернер града Хасан Тахсин-паша, и шефа грчких снага, главнокомандујућег Константина. После два неуспела покушаја договора, Турци су се вратили у зграду 26. октобра 1912. у подне, на дан светог заштитника Солуна, Светог Димитрија, саопштавајући да је Тахсин-паша прихватио безусловну предају града. Сваке године, истог дана, организује се штафета бакље у Музеју Трећег армијског корпуса, у знак сећања на ове историјске догађаје.

## Експонати
У холовима зграде посетиоци могу видети експонате као што су оружје, мачеви, војне униформе, медаље, слике, литографије, карте, фотографије, разне реликвије из балканских ратова, руком писана карта тадашњег премијера Грчке Елефтериоса Венизелоса, као и копију Солунског примопредајног протокола. Реликвије грчке, турске, бугарске, српске, црногорске и румунске војске изложене су у приземљу зграде, у витринама, посвећеним свакој војној сили посебно.
Збирка оружја изложеног у музеју обухвата пушке Манлихер М1903 које су користиле грчка и бугарска војска, пушке Маусер М1889 турске војске, Бергман-Баиард М1908 пиштољ грчке војске, Смит & Весон пиштољ турске војске, као и читав низ мачева грчке и бугарске војске. Слике приказују вођство грчке војске и флоте, Тахсин-пашу који потписује предају Солуна и најважније моменте битки Балканских ратова. Сачуван је велики проценат тадашњег намештаја, који је чак обогаћен намештајем који се до сада чувао у магацинима војске.

## Гробница Тахсин-паше
Гробница Тахсин-паше налази се у предворју музеја. Кости сина и присталице Кенана Месареа такође су депоноване у истом гробном споменику.
Представља значају личност због његове улоге у безусловној капитулацији и бескрвној предаји града Солуна која је била одлучујућа. Као дипломац Јањинске школе Зосима, учествовао је у грчком образовању и имао велико поштовање према грчкој култури, што је допринело његовој одлуци да не дозволи предају Солуна Бугарима. Изашавши у немилост Турака, тада је живео у Швајцарској, уживајући заштиту грчке државе.